# Rawanduz
La ville de Rawanduz (رواندوز) est située dans le sous-district de Soran, en Irak, près de la frontière
iranienne.

## Histoire
Pendant longtemps, la ville de Rewandûz est la capitale de la principauté kurde de Soran. Comme la plupart des principautés kurdes, à l'instar de Baban, Botan, Behdinan, ou Hakkari, les princes de Soran, tout en reconnaissant formellement l'autorité du sultan ottoman, jouit d'une certaine autonomie jusqu'au début du XIXe siècle. La cour de ces princes n'a souvent rien à envier à celle des autres seigneurs orientaux. 
Entre 1833 et 1836, le prince des Soran, Mîr Mohammed, surnommé Mîrê Kor (le prince aveugle), lancera l'une des premières grandes révoltes kurdes contre le pouvoir ottoman. Il installe notamment des arsenaux et des manufactures d'armement dans sa capitale, Rewandûz.